# Aspidomorphus muelleri
Aspidomorphus muelleri là một loài rắn trong họ Rắn hổ. Loài này được Schlegel mô tả khoa học đầu tiên năm 1837.